# Indotyphlus maharashtraensis
Indotyphlus maharashtraensi es una especie de anfibio gimnofión de la familia Caeciliidae.
Es endémica de los Ghats occidentales en el distrito de Satara, en el estado de Maharastra (India). Se halla a una altitud de unos 1.042 m s. n. m.